# Fàbrica Chartreuse
La Fàbrica Chartreuse és un edifici situat als carrers de Smith i del Vapor i la plaça dels Infants de Tarragona, catalogat com a bé cultural d'interès local.

## Història
El 1855, i amb la participació de l'indià Joan Mañer, retornat de l'Havana, es va constituir la societat Andreu Guasch i Cia, amb l'objecte d'establir a Tarragona una fàbrica de filats i teixits de cotó moguda per vapor. Aquesta va ser inaugurada el 1857 amb el nom de La Fabril Tarraconense, i fou la primera i única que hagué a la ciutat. Posteriorment, la societat seria Fontanals i Cia, dirigida per Josep Fontanals i Vidal (Vilanova i la Geltrú, 1817-Tarragona, 1881), i el 1863, la fàbrica va sortir a subhasta.
El 1882 va ser adquirida per la societat anònima Unión Agrícola, i a partir del 1903, quan els monjos cartoixans van ser expulsats de Voiron (França), van utilitzar-la com a destil·leria per a fabricar el seu licor, anomenat Chartreuse.
El 1893 va patir un incendi, que va afectar especialment la coberta. Aleshores, l'arquitecte Pau Monguió i Segura va dissenyar la nova armadura de fusta i va ampliar la construcció. El 1907, Josep Maria Pujol de Barberà va dur a terme una nova ampliació amb un llenguatge historicista de ressonàncies mudèjars.
El 1981, va ser adquirit per l'Ajuntament de Tarragona, però en l'actualitat és propietat de la Generalitat de Catalunya, que l'ha restaurat i habilitat per ubicar-hi l'Escola Oficial d'Idiomes.

## Descripció
Es tracta d'un edifici de quatre plantes i amb finestres emmarcades disposades simètricament. La reforma modernista el va dotar d'una cornisa i una torre característica per tots els tarragonins.